# Gleici Damasceno
Gleici Damasceno da Silva  (Rio Branco, 26 de fevereiro de 1995) é uma atriz e influenciadora digital brasileira.

## Biografia
Gleiciane Damasceno da Silva nasceu no dia 26 de fevereiro de 1995, na Rodovia Transacreana, zona rural de Rio Branco, estado do Acre. Quando tinha 7 anos, sua mãe, Vanuzia fugiu com os três filhos para a periferia de Rio Branco em consequência das constantes agressões do marido, que tentou impedir a mudança. O pai de Gleici teve mais uma filha em um relacionamento posterior e faleceu em 2015.
De origem humilde, morou com a avó enquanto a mãe se estabilizava financeiramente, começou a trabalhar aos sete anos de idade vendendo doces e velas na rua, e aos doze virou babá. Ainda na infância, estudou capoeira e teatro em projetos sociais, e em razão disso, teve seu primeiro contato com coletivos e tomou gosto pela atuação. Na época, sua professora de teatro sugeriu que ela fizesse teste para a minissérie Amazônia - De Galvez a Chico Mendes, que seria filmada na região, mas sua avó não permitiu por ter inseguranças em relação aos processos. Aos dezesseis anos, passou a atuar ativamente como militante de direitos humanos idealizando, fundando e liderando um projeto social em sua cidade natal. Durante sua juventude no Acre, também contatou lideranças políticas para passar seus planos de melhorias sociais, participou de movimentos estudantis, levantou abaixo-assinados, foi presidente do Conselho Estadual de Promoção da Igualdade Racial, voluntária de ações sociais e membro do comitê da juventude do Partido dos Trabalhadores.
Foi a primeira de sua família a terminar o ensino médio, e mais tarde se tornou a primeira ingressar no ensino superior. Aprovada no curso de artes cênicas da Universidade Federal do Acre, precisou abrir mão da vaga por conta do horário das aulas, estudou engenharia elétrica, serviço social e entrou no curso de psicologia em 2017, o qual cursou dois semestres até abandoná-lo para entrar na décima oitava temporada do reality show Big Brother Brasil.
Engajada em pautas sociais e políticas, Damasceno é filiada ao Partido dos Trabalhadores e teve seu nome ventilado como possível candidata à Câmara dos Deputados nas eleições de 2018, possibilidade que foi descartada pela própria.

## Carreira
Em 2018, participou do Big Brother Brasil 18, no qual foi consagrada vencedora com 57,28% dos votos. Gleici do Retorno, sua volta de um paredão falso, foi a maior audiência do reality em 5 anos e consolidou o programa como terceira maior audiência da Rede Globo na semana, com média de 27 pontos na Grande São Paulo, recorde da edição até então. Sua participação na final do programa fez a Globo mudar a programação e exibir o Big Brother Brasil ao vivo no Acre pela primeira vez na história. A estudante foi a primeira acreana a entrar no programa e única vencedora da Região Norte até o momento.
Após o confinamento, foi convidada para uma breve participação no último capítulo de O Outro Lado do Paraíso. Em seguida, Gleici, que havia feito aulas de teatro na infância e adolescência, resgatou seu sonho de ser atriz e passou a estudar interpretação profissionalmente, primeiramente na Escola de Atores Wolf Maya, posteriormente no Célia Helena Centro de Artes e Educação e em oficinas do diretor e preparador de elenco argentino Eduardo Milewicz.
Em 2019, desfilou no Carnaval como destaque da escola Paraíso do Tuiuti. Também em 2019, gravou seu primeiro filme, Resistir e Recomeçar, interpretando Laura, melhor amigo do protagonista
Em setembro de 2020, produziu, a convite do Instagram, uma série de 8 episódios sobre o Acre. Para a produção, Gleici entrevistou personalidades importantes do estado, visitou pontos turísticos e históricos, e mostrou elementos da cultura local. No mesmo mês, entrou para a rede da esperança do Criança Esperança 2020. Em outubro, lançou uma linha de roupas com a marca Kaoli, chamada "Simplicidade", e gravou a série Casa da Vó para a Wolo TV, primeira plataforma de streaming do Brasil criada, produzida e direcionada a pessoas negras
Em 2021, voltou aos realities como uma das 16 participantes da nova temporada do No Limite na TV Globo. Gleici foi a 6° eliminada.
Em 2022, estreou no Festival de Gramado com o longa Noites Alienígenas, primeira produção de ficção do Acre, no papel da artista de Slam Sandra. O filme se consagrou como grande vencedor da 50º do Festival com 6 prêmios, incluindo melhor longa metragem de ficção e melhor longa pelo júri da critica.  No mesmo ano, gravou o filme espírita Ninguém é de Ninguém, baseado no livro homônimo de Zíbia Gasparetto, e foi anunciada como parte de elenco de TARÃ, produção de fantasia original da Disney+ com Xuxa, Angélica e Buno Garcia, no papel da guerreira Mayu.

### Publicidade e internet
A popularidade adquirida no BBB rendeu a Gleici trabalhos publicitários com grandes marcas. Desde 2018, é embaixadora da Always e foi partner da Colgate. Em 2019 se tornou embaixadora da Niely, do grupo L'Oreal, e em 2020, entrou para o time da linha de produtos para cabelo Vichy, também da L'Oreal. No mesmo ano, assumiu o mesmo cargo na Ame Digital e Dakota Calçados, Além disso, já esteve em comerciais para Bradesco, Monange, Mastercard e Claro.

## Palestras e eventos
Gleici é ativa em fóruns, discussões, dá palestras e organiza eventos no Acre desde muito jovem, e após se tornar nacionalmente conhecida participou de debates em outras regiões.
- “influenciadores, Marca e Conteúdo Relevante” (2018): Palestra para profissionais da comunicação e marketing do Itaú, em que Gleici Damasceno, Luísa Sonza, MC Soffia, Mariana Mello, Lettícia Munniz, Mateus Carrilho e Rafael Uccman falaram do seu trabalho com influencia digital e o que esperam de marcas.[33]
- Virada Sustentável de Salvador (2018): "Ativismo e Narrativas Digitais". Com Monique Evelle, Gleci participou do debate durante a Virada em 2018.[34]
- Instagram Creative House (2018): "Representatividade Importa | O Poder das Imagens No Instagram". Com o coletivo MOOC, MC Taya e Samantha Almeida, foi debatido o projeto Se Gosta, Se Mostra e a importância da representatividade na publicidade e mídias digitais em evento promovido pelo Instagram Brasil e Facebook Brasil em São Paulo.
- Natura Day 2019: em evento da Natura exclusivo para consultores e e empreendedores em São Paulo, Gleici, ao lado de Cléo, Ana Hikari, Mc Taya, Letticia Muniz e Samantha Almeida, dividiu suas vivencias
- YOUPIX Summit 2019: "Da “telona” pro Smartphone... e vice-versa!". Com Fernanda Souza, Manu Vilela e Fatima Pissara, foi discutido como dialogar com os públicos de TV e da internet, conseguir passar a popularidade do offline para o online e trabalhar as plataformas [35].[36]
- Fala, Always – Edição Recife (2019): bate-papo sobre força feminina, relacionamentos abusivos e feminismo, com Gleici e as influenciadoras Jessica Aronis e Isabella Feminisa [37] promovido pela Always Brasil
- Instagram Brazil Summit 2019: Gleici foi uma das influenciadoras convidadas para apresentar o Instagram Summit, em SP, que exibiu em primeira mão as novidades da plataforma a profissionais de publicidade e marketing.

## Trabalho social

### Ativismo e filantropia
Aos 16 anos, teve a ideia de criar uma Organização que conseguisse melhorias nas condições de vida dos moradores da região simples que morava. Assim, entrou em contato com fundações e coletivos de Rio Branco, levantou informações burocráticas, e conseguiu fundar com amigos a associação Juventude Unida da Baixada do Sobral, da qual foi presidente. A associação realizou bazares, promoveu acesso a cultura com sessões de cinema e conseguiu apoio para reformar áreas públicas. A partir disso, passou a se envolver em coletivos, participar de debates, manifestações políticas e sociais, e projetos de apoio a pessoas em situação precária.
Foi presidente do Conselho Estadual de Promoção da Igualdade Racial até 2018, no cargo realizava palestras e trabalhos sobre racismo, machismo, direitos humanos e direitos da mulher em escolas, universidades, esteve em fóruns e comícios.
Participou voluntariamente de ações de conscientização do Detran durante o Carnaval e enquanto estudante de psicologia esteve, também voluntariamente, no projeto Pscico Comunidades, que levou atendimento psicológico gratuito para áreas carentes.
Após a exposição, continua seu envolvimento com causas, conhecendo, participando e divulgando trabalhos sociais pelo país, e falando de seu estado natal, da região Norte e das vivencias do povo da Amazônia.
Em 2020, durante a pandemia de COVID-19, divulgou e participou de ações que angariam recursos, e ajudam profissionais da saúde e povos indígenas.

### Marketing social
Gleici participa de ações de marketing social de instituições e marcas. Ela é descrita pelo site AdNews como "um dos principais nomes procurados pelo mercado publicitário quando se fala em publicidade com propósito".
Em 2018, esteve na campanha Se Gosta, Se Mostra do Instagram Brasil e o comercial Aliados pelo Respeito do Bradesco, ambos para o Dia da Consciência Negra e foi uma das representantes do projeto Sorrir Faz Sorrir da Colgate, atuando no Mato Grosso do Sul.
No ano seguinte, foi nomeada uma das embaixadora do projeto da Revista Capricho em parceria com o Instagram que promoveu gentileza e discussões sobre saúde mental entre o público infantojuvenil na plataforma, participou do Água Pura da P&G em Minas Gerais, esteve entre as personalidades envolvidas em uma ação especial de Setembro Amarelo do Centro de Valorização da Vida e ao lado de Xuxa Meneghel gravou a campanha sobre bullying É da Minha Conta, idealizada pela apresentadora com a SaferNet.
Em 2020, foi uma das divulgadoras da Água Ama da Ambev, que reverte 100% dos seus lucros a programas de acesso à água potável, participou de ações de conscientização a respeito da COVID-19 com o Hipermercado BIG, Colgate e Always. Em setembro do mesmo ano, foi incluída no time de influenciadores da rede da esperança, no Criança Esperança .

## Vida pessoal
Durante sua participação no Big Brother Brasil, conheceu o artista visual Wagner Santiago, com quem se relacionou. Em junho de 2019 o casal de separou, porém poucos meses anunciou a reconciliação. Em fevereiro de 2020, Gleici confirmou que o relacionamento havia chegado ao fim novamente.
Após o fim das gravações do No Limite e a liberação do resto dos participantes, Gleici anunciou que se aproximou melhor de Kaysar Dadour e não descartou um possível romance com o sírio. Dias depois, ela foi flagrada em um restaurante junto com o ator.
Na madrugada do dia 15 de agosto de 2022, Gleici assumiu o namoro com Joshua Sims. Com pouco mais de três meses o relacionamento entre eles chegou ao fim em novembro de 2022.

## Filmografia

### Televisão
| Ano     | Título                  | Personagem / Função      | Nota                   |
| ------- | ----------------------- | ------------------------ | ---------------------- |
| 2018    | Big Brother Brasil      | Participante (Vencedora) |                        |
| 2018    | O Outro Lado do Paraíso | Ela mesma                | Episódio: "11 de maio" |
| 2018–19 | TVZ                     | Apresentadora Convidada  |                        |
| 2021    | No Limite               | Participante (11º lugar) |                        |
| 2025    | Tarã                    | Guerreira Mayu           |                        |

### Cinema
| Ano  | Título                    | Personagem | Nota         |
| ---- | ------------------------- | ---------- | ------------ |
| 2018 | Nokun Txai - Nossos Txais | Ela mesma  | Documentário |
| 2022 | Noites Alienígenas        | Sandra     |              |
| 2023 | Ninguém é de Ninguém      | Laura      |              |
| 2026 | Resistir para Recomeçar   | Laura      |              |

### Internet
| Ano  | Título                   | Função                  | Notas                                                  |
| ---- | ------------------------ | ----------------------- | ------------------------------------------------------ |
| 2020 | Live Mulheres na Ciência | Entrevistadora          | Bate-papo com a cientista Jaqueline Góes para a Always |
| 2020 | Arraiá em Casa           | Convidada               |                                                        |
| 2020 | Inseguranças: Relatos    | Participação/Depoimento | Projeto da cantora e atriz Gabz                        |
| 2020 | Criança Esperança        | Rede da Esperança       |                                                        |
| 2021 | Todos Merecem o Céu      | Paula                   |                                                        |

### Videoclipes
| Ano  | Canção                 | Artista                        |
| ---- | ---------------------- | ------------------------------ |
| 2018 | "Sou Mais Eu"          | Gaby Amarantos                 |
| 2020 | "Na Frente do Paredão" | Dennis DJ, Tainá Costa, Delano |

## Prêmios e indicações
| Ano  | Prêmio                        | Categoria                          | Nomeação              | Resultado |
| ---- | ----------------------------- | ---------------------------------- | --------------------- | --------- |
| 2018 | Prêmio Gshow                  | Replay do Ano                      | Big Brother Brasil 18 | Venceu    |
| 2018 | Prêmio Gshow                  | Migo do Ano (com Ana Clara Lima)   | Big Brother Brasil 18 | Venceu    |
| 2019 | Prêmio Jovem Brasileiro       | Revelação Digital                  | Gleici Damasceno      | Indicada  |
| 2019 | Prêmio Jovem Brasileiro       | Melhor Ship (Com Wagner)           | Gleigner              | Indicada  |
| 2019 | Prêmio Jovem Brasileiro       | Melhor Fandom do Brasil            | Formigas da Gleici    | Indicada  |
| 2022 | Festival de Gramado           | Melhor Atriz                       | Noites Alienígenas    | Indicada  |
| 2023 | Prêmio iBest                  | Influenciador Acre (voto academia) | Gleici Damasceno      | Venceu    |
| 2023 | Prêmio iBest                  | Influenciador Acre (voto popular)  | Gleici Damasceno      | Top 3     |
| 2024 | Festival Sesc Melhores Filmes | Melhor Atriz Nacional              | Noites Alienígenas    | Indicada  |
| 2024 | Prêmio iBest                  | Influenciador Acre                 | Gleici Damasceno      | Pendente  |
| 2024 | Prêmio iBest                  | Comportamento                      | Gleici Damasceno      | Pendente  |
| 2024 | Prêmio iBest                  | Reality Star                       | Big Brother Brasil    | Pendente  |